# ジョン・ブラウン (第4代スライゴ侯爵)
第4代スライゴ侯爵ジョン・トマス・ブラウン（英語: John Thomas Browne, 4th Marquess of Sligo、1824年9月10日 – 1903年12月30日）は、イギリスの貴族、政治家。自由党に所属し、庶民院議員（在任：1857年 – 1868年）を務めた。1896年までジョン・ブラウン卿の儀礼称号を使用した。

## 生涯
第2代スライゴ侯爵ハウ・ピーター・ブラウンと妻ヘスター・キャサリン（Hester Catherine、旧姓ド・バーグ（de Burgh）、1800年1月16日 – 1878年2月17日、第13代クランリカード伯爵ジョン・トマス・ド・バーグの娘）の四男として、1824年9月10日にメイヨー県のウェストポート・ハウスで生まれ、10月2日にウェストポートで洗礼を受けた。
ゴスポートの海軍学校で教育を受けた後、1837年にイギリス海軍に入隊した。1843年12月31日に船員になるための試験に合格した後、航海士として測量船ビーコンに配属され、1846年5月21日に大尉としての任官令状を受けた。1849年までに半給になり、1850年12月に海軍から引退した。最終階級は大尉。
1857年イギリス総選挙でメイヨー選挙区から出馬して当選、1868年まで務めた。1862年に下級大蔵卿への就任を打診されたが拒否した。
1896年12月30日に兄ジョージ・ジョンが死去すると、スライゴ侯爵位を継承した。
1903年12月30日に生涯未婚のままウェストポート・ハウスで死去、1904年1月2日にウェストポート墓地に埋葬された。死去時点で118,000ポンド（2022年時点の£12,789,160と同等）の遺産を残した。弟ヘンリー・ユリックが爵位を継承した。